# George Manners-Sutton (1751-1804)
Pour les articles homonymes, voir George Manners-Sutton.
George Manners-Sutton (1er août 1751 - 15 février 1804) est un homme politique britannique qui siège à la Chambre des communes de 1774 à 1804.

## Biographie

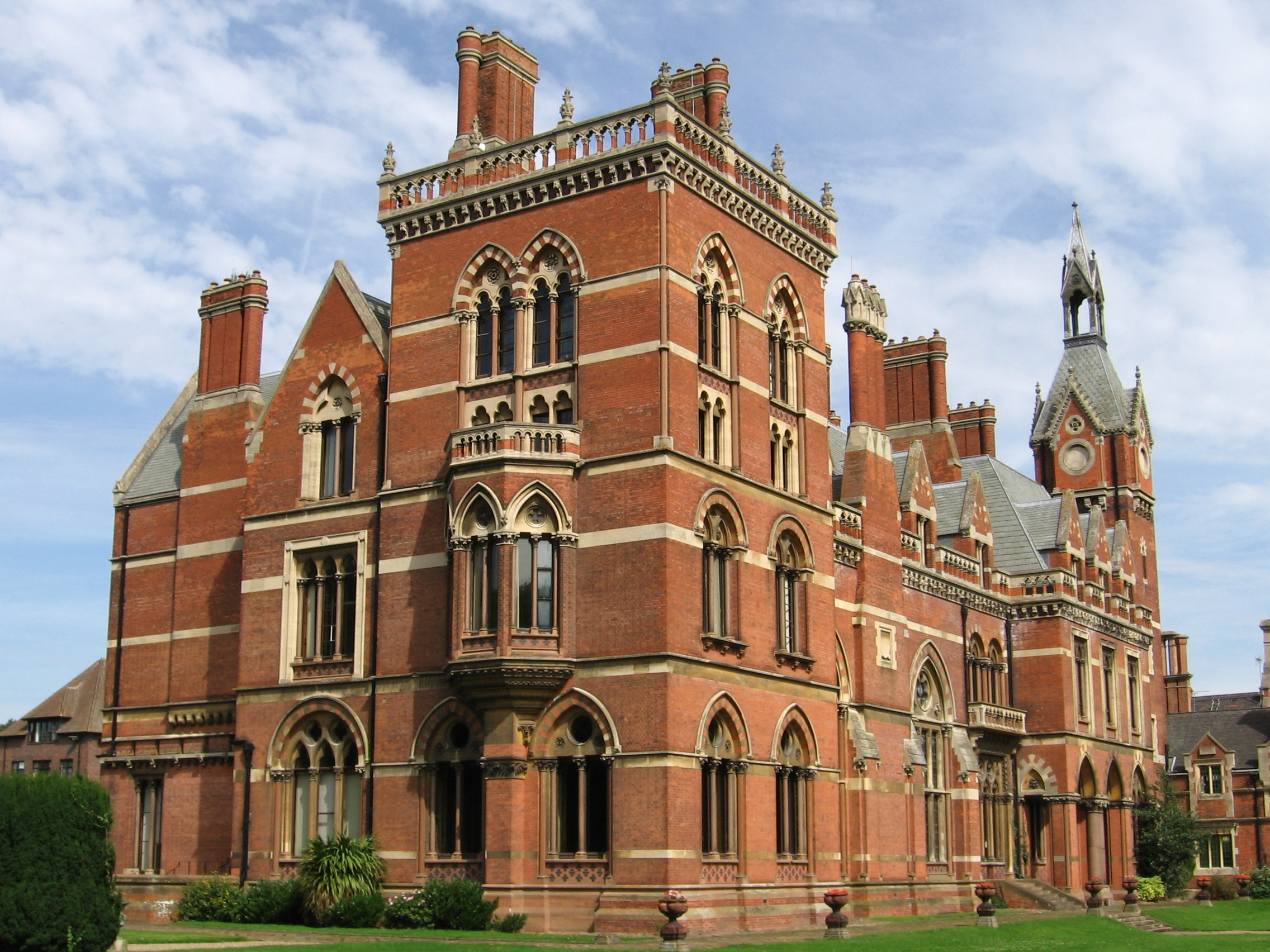
Kelham Hall

Il est le fils aîné de Lord George Manners-Sutton et fait ses études au Collège d'Eton et au Trinity College, à Cambridge. Il succède à son père en 1783 et hérite de Kelham Hall près de Newark.
Il est élu député de Newark de 1774 à 1780, puis de Grantham, un arrondissement de la famille Manners, jusqu'en 1802, année de sa réélection à Bramber .
Il est décédé célibataire en 1804; son héritier est son frère John Manners-Sutton (1752-1826).